# Henryk Chojnacki (lekkoatleta)
Henryk Chojnacki (ur. 1928) – polski lekkoatleta, dyskobol i kulomiot.
Dwukrotny medalista mistrzostw Polski seniorów w rzucie dyskiem: brąz w 1951 i srebro w 1953.
Podczas halowych mistrzostw Polski w 1955 triumfował w pchnięciu kulą i rzucie dyskiem.
Ósmy zawodnik konkursu dyskoboli na światowym festiwalu młodzieży i studentów (1955).
Dwukrotny reprezentant Polski w meczach międzypaństwowych: 2. lokata w rzucie dyskiem w meczu Polska–NRD (1952) oraz 4. miejsca w rzucie dyskiem oraz pchnięciu kulą w meczu Czechosłowacja–Polska (1955).
4 sierpnia 1953 w Lublinie ustanowił rekord Polski w rzucie dyskiem – 50,30 (pierwszy Polak powyżej 50 metrów w tej konkurencji, rekord życiowy Chojnackiego).
Był pierwszym mężem lekkoatletki Marii Ilwickiej, później Piątkowskiej.